# Papaipema necopina
Papaipema necopina är en fjärilsart som beskrevs av Augustus Radcliffe Grote 1876. Papaipema necopina ingår i släktet Papaipema och familjen nattflyn. Inga underarter finns listade i Catalogue of Life.